# Togoland
Togoland var från 1884 till 1914 ett tyskt protektorat i Västafrika, på den så kallade Slavkusten, mellan den franska kolonin Dahomey (nuvarande Benin) i öst och den brittiska Guldkusten (nuvarande Ghana) i väst. Dess gränser fastslogs i juli 1897. Protektoratet motsvarar den nutida staten Togo och den östra delen av Ghana.

## Historia

### Tyskt protektorat
De första tyska kontakterna med Togo etablerades under 1850-talet då hanseatiska handelsbolag grundade faktorierna längs med dåvarande Slavkusten. Linjetrafik upprättades av Woermann-Linie 1882. Det tyska protektoratet upprättades 1884 genom fördrag med lokala hövdingar. Gustav Nachtigal slöt avtal med företrädare för kungen Mlapa. 1888 genomförde Curt von François en upptäcktsresa till det inre av Togoland och samma år grundades utposten Bismarckburg.
Först 1890 kom kolonisationen i gång på allvar. 1890 utvidgades Togoland till Voltafloden som en följd av det Tysk-brittiska fördraget. 1891 blev Togo direktstyrt av Tysklands utrikesdepartement Auswärtiges Amt. 1897 flyttades förvaltningen från Sebbe till Lome. Befolkningen gjorde visst motstånd mot kolonialmakten, framför allt de båda folkgrupperna dagomba och konkomba, som stod för ett större uppror 1897-1898. Drygt 300 tyskar levde i Togo under kolonialtiden.

### Handel och exploatering
De viktigaste handelsplatserna i kolonin var Lome, Bagida, Porto Seguro och Klein Popo (eller Anecho), som alla låg längs kusten, och Togo (nuvarande Togoville) på norra sidan av Togosjön. Kolonins huvudstad var Lome. 1897 bodde i kolonin 107 européer, de flesta i Lome och Klein Popo. Antalet européer hade 1914 stigit till 368, samtidigt som den inhemska befolkningen då beräknades uppgå till 1 032 000 personer.
De viktigaste exportartiklarna i kolonin var palmolja och palmkärnor samt kopra. Andra viktiga kulturväxter var majs, durra, maniok, jordnötter, ananas, kakao och bomull. Dess bomullsodlingar minskade Tysklands beroende av USA, men liten hänsyn togs till den inhemska befolkningen, och tvångsarbete förekom.

### Mönsterkolonin Togo

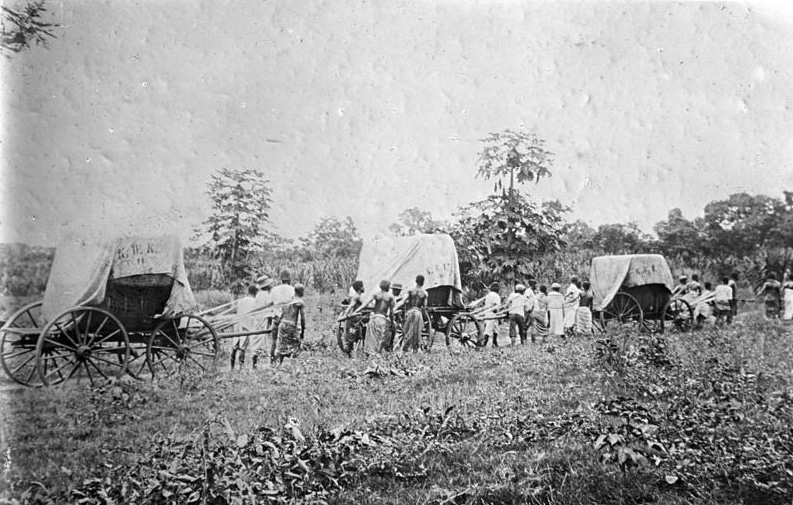
Bomullstransport i Togoland, 1885.

Togoland ansågs vara en tysk mönsterkoloni och här genomförde de styrande större ansträngningar inom skol- och hälsoväsendet än i de andra tyska kolonierna, bland annat genomfördes vaccineringar. Men liksom i de andra kolonierna var invånarna rättslösa. Togos rykte som mönsterkoloni hör mer samman med att det var det enda tyska kolonin som från 1900 var i en finansiell jämvikt. Inkomsterna var bland annat tullar och den skatt som infördes 1907. De tyska kolonialherrarna kunde också få inkomster genom den hänsynslösa exploateringen av naturresurserna. Bland annat sköts nästan alla elefanter i Togo.
Den tyska kolonialförvaltningen satsade på kommunikation och infrastruktur. 1894 upprättades telegrafisk förbindelse med Europa och 1914 följde en radiokommunikationsstation i Kamina. Flera infrastrukturprojekt genomfördes, inte minst inom järnväg. De viktigaste orterna bands från 1913 ihop med ett järnvägsnät om sammanlagt 327 km (1913); längs en 44 km lång kustbana låg Lome och Anecho, från Lome till Palime gick en inlandsbana om 119 km, och från Lome till Atakpame en "Hinterlandbahn" om 164 km. Mycket lite kraft lades på sociala reformer och många togoleser flydde till Guldkusten.

## Planerade symboler för Togoland
En flagga och vapen planerades att införas men Första världskrigets utbrott 1914 gjorde att det aldrig blev av. 

Planerat vapen
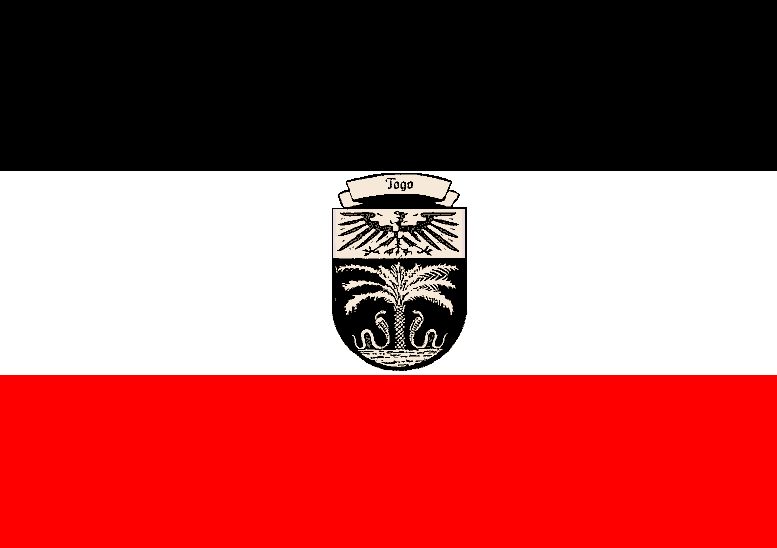
Utkast för flagga
Utkast för flagga

## Togo till Frankrike och Storbritannien

Brittiska (grönt) och Franska Togoland (lila).

Den 27 augusti 1914 invaderade Storbritannien och Frankrike Togoland, och delade det i två intressesfärer, administrerade av vardera nationens militära ombud. Den 30 september 1920 blev Togo definitivt uppdelat mellan de båda länderna, som besatte dem som mandat under Nationernas förbund. Gränsen mellan dem drogs från det nordvästra hörnet åt sydost och söder, och slutade nära Lome, dock så att ingen del av det brittiska området nådde fram till havet.

### Franska Togoland
Franska Togoland omfattade den östra och större delen (omkring två tredjedelar) av den förra tyska kolonin. Den hade 1921 698 340 invånare, varav 210 var européer. Av dessa var 153 fransmän. Mandatet hade en egen administrativ och finansiell förvaltning, och huvudstaden var Lome, som efter övertagandet stavades på franskt maner, Lomé. Kolonin styrdes delvis tillsammans med Dahomey. 1960 blev Franska Togoland det självständiga Togo.

### Brittiska Togoland
Brittiska Togoland omfattade den västra och mindre delen (omkring en tredjedel) av den förra tyska kolonin. Den hade 1921 188 265 invånare, varav 25 var européer. Administrativt kom mandatet att höra till angränsande provinser av kolonin Guldkusten. 1956 blev Brittiska Togoland en del av Ghana.

### Fotnoter
1. ↑  http://www.traditionsverband.de/togo.html
2. 1 2 3 4  Dag Leraand. ”Togo - historie”. Store norske leksikon. http://snl.no/Togo/historie. Läst 11 augusti 2010.
3. ↑  Statistische Angaben zu den deutschen Kolonien